# Рафал Шукала
Рафал Шукала (пол. Rafał Szukała, 9 квітня 1971) — польський плавець.
Призер Олімпійських Ігор 1992 року, учасник 1988, 1996 років.
Чемпіон світу з водних видів спорту 1994 року.
Призер Чемпіонату світу з плавання на короткій воді 1993 року.
Чемпіон Європи з водних видів спорту 1989, 1993 років, призер 1991, 1995 років.